# 楊儀 (弘治進士)
楊儀（1463年—？），字宗德，陝西西安府永壽縣人，陰陽籍，明朝政治人物。

## 生平
陝西鄉試第三十三名舉人。弘治六年（1493年）中式癸丑科會試第一百七十名，三甲第七十三名進士。正德四年（1509年）任直隸真定府知府，陞山東右參政。

## 家族
曾祖楊庸，陰陽訓術；祖父楊名；父楊振，陰陽訓術。前母姚氏；母曹氏；繼母陳氏。具庆下。